# Rhopus
Rhopus är ett släkte av steklar som beskrevs av Förster 1856. Rhopus ingår i familjen sköldlussteklar.

## Dottertaxa tillRhopus, i alfabetisk ordning[1][2]
- Rhopus acaetes
- Rhopus adustus
- Rhopus aligarhensis
- Rhopus americanus
- Rhopus anceps
- Rhopus apterus
- Rhopus atys
- Rhopus bicolor
- Rhopus brachypterous
- Rhopus brachypterus
- Rhopus brachytarsus
- Rhopus bridwelli
- Rhopus caris
- Rhopus conon
- Rhopus corni
- Rhopus erianthi
- Rhopus extraclavus
- Rhopus flavidus
- Rhopus flavus
- Rhopus garibaldia
- Rhopus geminus
- Rhopus gramineus
- Rhopus harena
- Rhopus humilis
- Rhopus laysanensis
- Rhopus longicornis
- Rhopus milo
- Rhopus mucius
- Rhopus mymaricoides
- Rhopus nigroclavatus
- Rhopus notius
- Rhopus nymphidius
- Rhopus olgae
- Rhopus parvulus
- Rhopus pilatus
- Rhopus piso
- Rhopus sacchari
- Rhopus sandalli
- Rhopus sanguineus
- Rhopus segestes
- Rhopus semiapterus
- Rhopus semiflavus
- Rhopus semiluteus
- Rhopus somos
- Rhopus stepanovi
- Rhopus sulphureus
- Rhopus trjapitzini
- Rhopus turanicus
- Rhopus urbanus